# Södra Åsbo tingslag
Södra Åsbo tingslag var mellan 1682 och 1877 ett tingslag i Kristianstads län i Bjäre, Norra och Södra Åsbo häraders domsaga (från 1691). Tingsplats var Klippan och från 1861 Ängelholm.
Tingslaget bildades 1682 och omfattade Södra Åsbo härad. Tingslaget uppgick 1 januari 1878 i Södra Åsbo och Bjäre domsagas tingslag.